# Ole Otto Paus
Ole Otto Paus (født 26. oktober 1910 i Wien, død 6. april 2003 i Oslo) var en norsk generalmajor.
Han var søn af Thorleif Paus, Norsk Hydros repræsentant i Østrig-Ungarn og norsk konsul i Wien, og senere fabrikant i Ålesund. Hans mor Ella Stein var østriger. Ole Otto Paus tog sin Matura ved Theresianum i 1929 og flyttede derefter til Norge, hvor han blev uddannet officer ved Krigsskolen i 1932. Han blev senere uddannet ved Den militære Høyskole i 1938, Senior Officers' School i Storbritannien i 1947 og NATO Defence College i Rom i 1963.
Han var forsvarsattaché i Stockholm fra 1953 og Helsingfors fra 1954, chef for Forsyningsstaben i Forsvarsstaben fra 1961 og chef for Distriktskommando Trøndelag fra 1964 til 1971. Fra 1971 til 1974 var han landmilitær stedfortræder i Allied Forces Northern Europe, dvs. repræsentant for Norge i den øverste militære ledelse ved NATOs nordkommando, med kommando over alle NATO-styrker i Danmark, Norge og Nord-Tyskland i en krigssituation.
Han var medlem af Transportberedskapsrådet og medlem af Sivilforsvarsrådet.
Han blev i 1944 gift i London med Else Corneliussen (f. 1916, d. 1951) datter af souschef Ragnar Corneliussen og Monna Morgenstierne Roll. Han er far til Ole Paus. Han blev gift anden gang med Susanne Petri (f. 1931 i København).

## Dekorationer
- Kommandør af Sankt Olavs Orden (1973)